# Platforma HD
Platforma HD est un opérateur russe de la télévision par satellite qui diffuse le bouquet de canaux HD sur un territoire européen de la fédération de Russie. En outre, le bouquet de canaux Haute Définition « Platforma HD » peut être retransmis sur les réseaux câblés.

## Histoire
- le 19 août 2008 — commencement de la diffusion commerciale du bouquet à 4 canaux. On planifie d’avoir 200 000 d’abonnés dans deux ans[1].
- le 2 décembre 2008 — la compagnie a fait l’accord avec Eutelsat, dont l’objet est d’augmenter le volume loué sur le satellite Eurobird 9A. Selon le directeur général Yachin cela va permettre d’augmenter le nombre de canaux diffusés[2].
- le 1er février 2009 — commencement de la diffusion du bouquet à 19 canals russes terrestres et satellitaires[3].
- Mai 2009 — on a ajouté les canaux «Kinopokaz HD-2», «Télévoyages HD», «Monde de femmes» et «High Life» dans le bouquet.
- le 2 février 2010 — présentation lors du Salon CSTB-2010 de la première diffusion 3D en Russie[4].
- le 15 février 2010 — lors des XXIes Jeux olympiques à Vancouver, on a ajouté le canal «2 sport 2» dans le bouquet «Platforma HD»[5].
- le 1er avril 2010 — on a ajouté le canal de télévision de NTV-Plus «HD Sport» dans le bouquet[6].
- le 21 mai 2010 — on a ajouté le premier canal 3D en Russie 3DV dans le bouquet. Une base de diffusion est les programmes sur la culture et les voyages, et aussi les mises en scène du Théâtre Mariinsky. Jusqu’au 1er janvier 2011, ce canal est gratuit[7].
- le 10 juin 2010 — lors de la Coupe du monde de la FIFA 2010 en Afrique du Sud, on a ajouté le canal «2 sport 2» dans le bouquet «Platforma HD»[8].
- le 28 septembre 2010 — on a ajouté le canal «Sport 1 HD» dans le bouquet.

## Équipement recommandé
Pour visionner les canaux HD, la compagnie recommande les récepteurs suivants :
Segment satellitaire :
- General Satellite HD-9300.

Segment de câble :
- General Satellite HD-9320.
- General Satellite HD-9322.

## Canaux
La diffusion s’effectue par satellite Eurobird 9A (9,0°E).

### Autres canaux accessibles
Sauf les canaux de bouquets «Platforma HD» et «Platforma DV», chacun peut gratuitement recevoir le signal des canaux de télévision et de radio diffusés sans codage.